# Pestalozzi-Gymnasium Unna
Das Pestalozzi-Gymnasium Unna (oft als PGU abgekürzt) ist ein Gymnasium in Unna.  

## Schulprofil

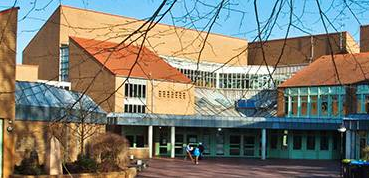
Rückseite des Pestalozzi-Gymnasiums in Unna (mit Schulhof)

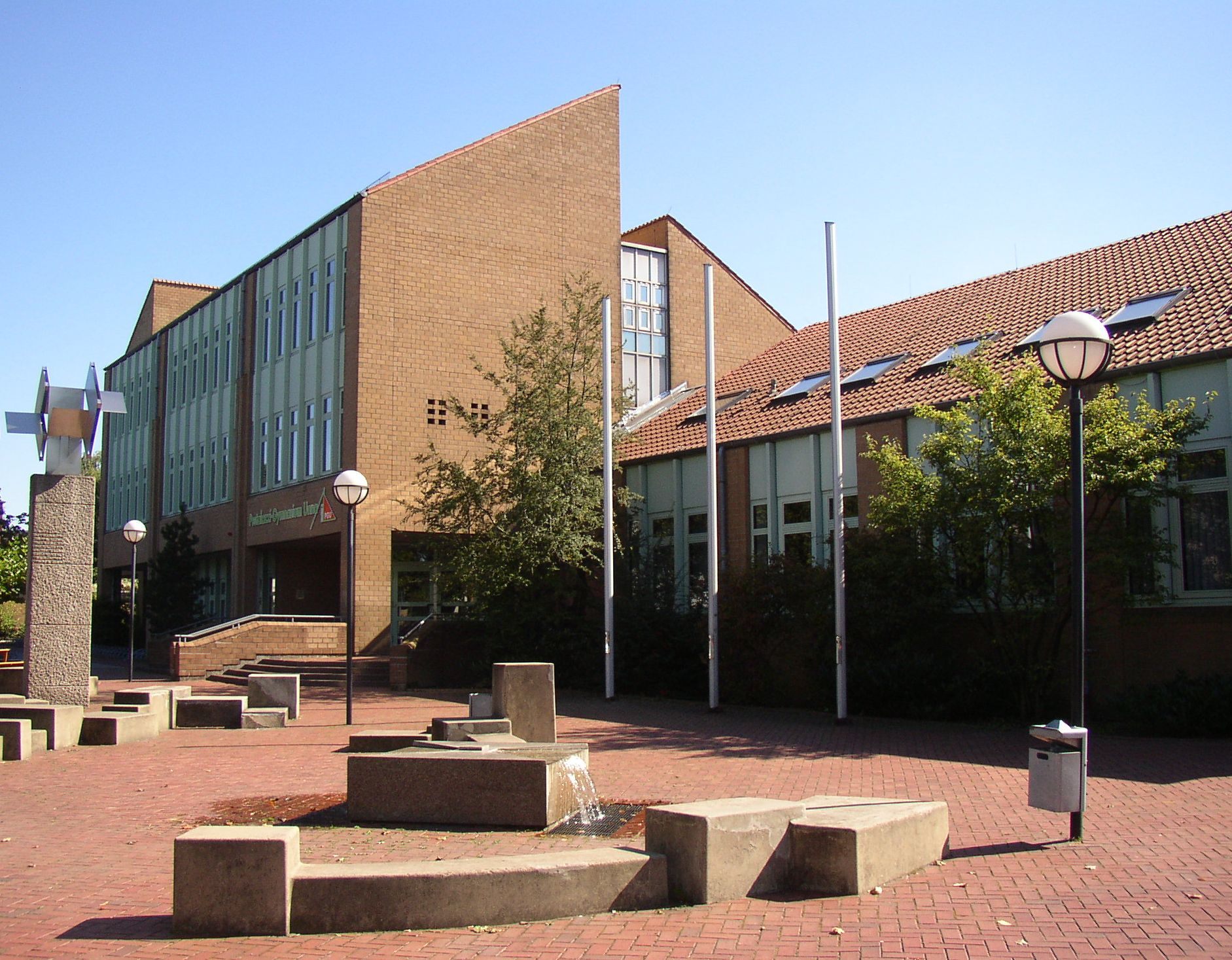
Vorderseite des Pestalozzi-Gymnasiums

Das Gymnasium wurde 1908 in Unna gegründet und ist nach dem Pädagogen Johann Heinrich Pestalozzi benannt. Derzeit (Ende 2020) werden 900 Schüler von 59 Lehrerinnen und Lehrern sowie 6 Referendaren unterrichtet.
Das Programm der Schule konzentriert sich auf die Ziele 
1. Wissen erweitern,
2. Verantwortung übernehmen,
3. Verständigung üben und
4. Zukunft wagen.

## Gebäude
Seit 1990 ist die Schule im Gebäude an der Morgenstraße 47 untergebracht. Das moderne Schulgebäude verfügt über rund 30 Klassenräume sowie über speziell ausgestattete Fachräume, beispielsweise für Musik, Naturwissenschaften und Informatik. Weiter gibt es eine Aula für Veranstaltungen, eine Bibliothek sowie eine Mensa für Mahlzeiten und Getränke.
2014 wurde der Sportplatz saniert, neben dem zwei Turnhallen für den Sportunterricht zur Verfügung stehen.

## Besonderheiten

### UNESCO-Projektschule

Symbol der Dachorganisation UNESCO

Seit 2005 ist das Gymnasium eine der rund 210 UNESCO-Projektschulen Deutschlands. Im Zuge dieses Programms sollen die Ziele der UNESCO durch schulische und außerschulische Aktivitäten den Schülern, Lehrern und auch Eltern nähergebracht werden. 
Weiter verpflichtet sich das Pestalozzi-Gymnasium im Zuge des Programms, die Schüler durch eine aktive Lernatmosphäre zum selbstständigen und kooperativen Lernen anzuleiten und innovative Arbeitsformen zu erproben. Dies findet zum Beispiel in der UNESCO-Arbeitsgemeinschaft „Zukunftswerkstatt PGU – Schule aktiv mitgestalten“ statt.

### Bläserklasse
Als einzige Schule der Stadt Unna bietet das Pestalozzi-Gymnasium das Projekt Bläserklasse für die Jahrgänge 5 und 6 an. In dieser Klasse erlernt jedes Kind ein Blasinstrument in einer zusätzlichen Instrumental-Stunde, um im Klassenverband unter Leitung des Musiklehrers gemeinsam zu musizieren.

### Schullandheim
Seit 1953 besitzt die Schule das Schullandheim Föckinghausen bei Bestwig. Die Schulklassen fahren von der 5. bis 8. Klasse einmal pro Schuljahr für eine Woche in das Schullandheim. Jede dieser Fahrten steht unter einem methodischen oder sozialen Motto, zum Beispiel Umwelt erleben oder Kommunikation.
In der Oberstufe werden Lernwochenenden in Föckinghausen angeboten, unter anderem zur Abiturvorbereitung.
Das im Hochsauerlandkreis gelegene Landheim verfügt über eine umfangreiche Ausstattung in Sachen Sport, Medien und Unterhaltung. In den Jahren 2013 und 2014 erfolgten umfangreiche Sanierungsmaßnahmen.

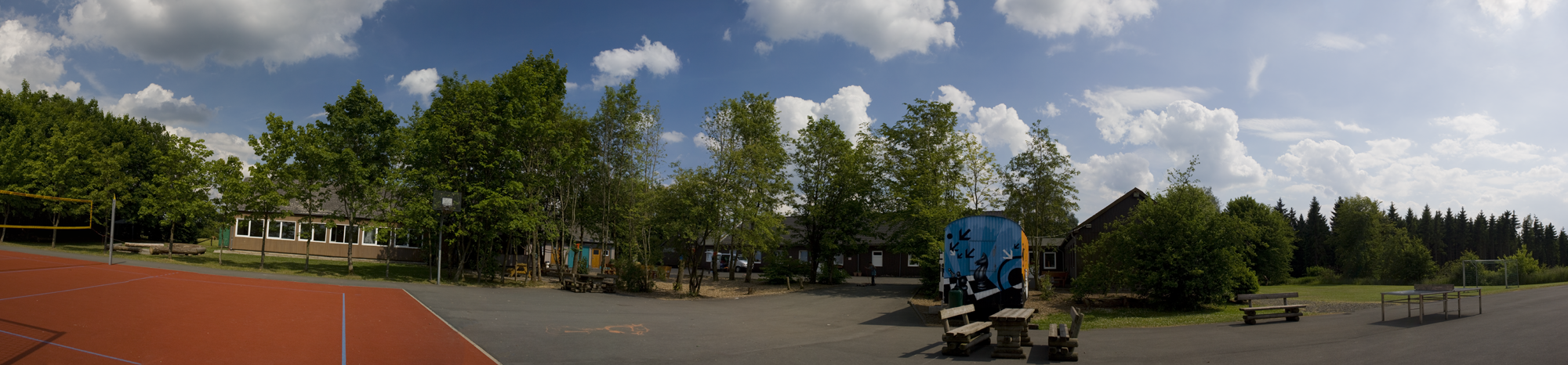
Panoramaansicht des Schullandheims Föckinghausen, gesehen vom Sportplatz

### Comenius-Programm
Das Pestalozzi-Gymnasium führt regelmäßig im Bereich Mathematik Projekte im Zuge des Comenius-Programms durch. Comenius-Projekte sind von der EU geförderte Projekte zwischen europäischen Schulen; das derzeitige Programm wird gemeinsam mit Schulen in Belgien, der Schweiz, Lettland, Spanien und Zypern gestaltet.
Die teilnehmenden Schülerinnen und Schüler nehmen bei dem Projekt unter anderem an einem der fünf Treffen in den Partnerschulen teil, die jeweils unter einem bestimmten Motto stehen und mathematische und kulturelle Aktivitäten einschließen.

## Arbeitsgemeinschaften und Nachmittagsbetreuung
An der Schule werden traditionell zahlreiche Arbeitsgemeinschaften (AGs) und Nachmittagsprogramme angeboten, an denen die Schüler außerhalb des regulären Unterrichts teilnehmen können.
Diese werden sowohl von Lehrern als auch von externen Leitern organisiert und geleitet, unter anderem durch die Jugendkunstschule Unna.
Beispiele für angebotene Arbeitsgemeinschaften und Projekte sind
- Musik & Kunst: Big Band, Concert Band, Young Concert Band, Jazz Chor, Chor, Theater AG
- Soziales: Tadra AG (früher UNESCO AG),[12] Streitschlichtung AG, Rechtskunde AG
- Sport & Spiel: Fußball AG, Schach AG
- Technik & Gestalten: Informatik AG, Veranstaltungstechnik AG, Mofa AG, Textiles Gestalten
- Schulfach-weiterführende AGs: Comenius-Projekt (Mathematik), Deutsch AG, Französisch AG, Latein AG

## Auslandskontakte
Zu verschiedenen Schulen im europäischen Raum werden enge Kontakte gepflegt und regelmäßige Austausche durchgeführt, darunter zu Schulen in:
- Lille (Frankreich)
- Waalwijk (Niederlande): Mollercollege Waalwijk

## Ehemalige Schüler und Lehrer
- Hermann Schomberg (Abitur 1925), Schauspieler
- Otto Graf Lambsdorff (Abitur 1946), Politiker (FDP)
- Ulrich Böhme (Abitur 1959), Politiker (SPD)
- Volker W. Weidner (Abitur 1966), ehemaliger Bürgermeister von Unna
- Norbert Weller (Abitur 1980), Sanitätsoffizier und seit 2012 Generalarzt der Bundeswehr
- Susanne Weirich (Abitur 1981), Künstlerin und Professorin an verschiedenen Kunsthochschulen und Universitäten
- Stefan Jürgens (Abitur 1982), Schauspieler und Musiker
- Rick Zabel (Abitur nicht am PGU), Radrennfahrer
- Oskar Rückert (1876–1943, Lehrer 1907–1937), Historiker und Heimatforscher
- Rudolf Poppe (1931–2011), Studiendirektor Leopold-Woeste-Gymnasium Hemer, Organist und Chorleiter
- Sarah-Lee Heinrich (Abitur 2019), Politikerin (Grüne)